# Cratere Lorentz
Lorentz è un grande cratere lunare di 378,42 km situato nella parte nord-orientale della faccia nascosta della Luna.